# رشد بال خفاش

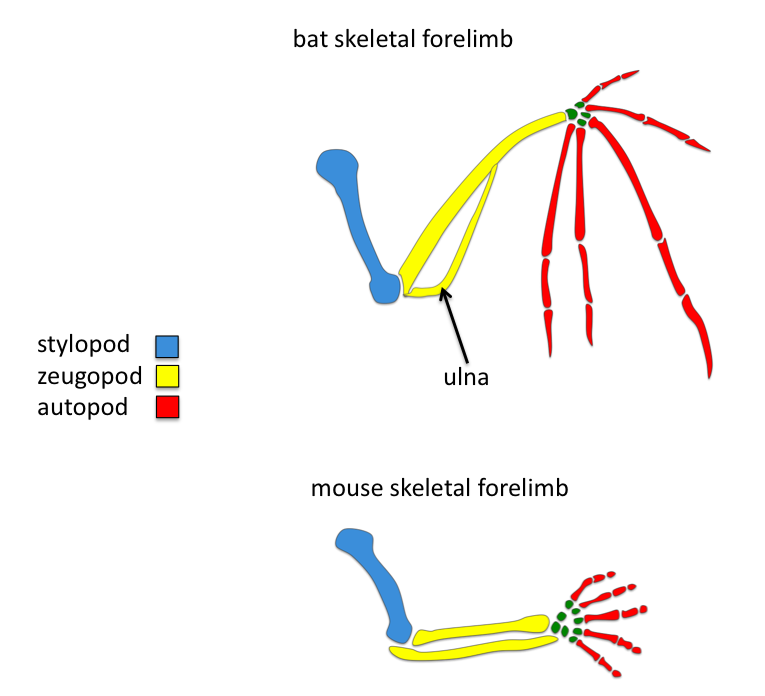
نمودار ساختارهای اسکلتی هم‌ساخت خفاش و موش را نشان می‌دهد

راسته خفاش‌سانان که شامل همه خفاش‌ها می‌شود، سازگاری منحصر به فرد پستانداران از پرواز را تکامل داده‌است. بال‌های خفاش اندام‌های جلویی چهاراندامان اصلاح‌شده هستند. از آنجایی که خفاش‌ها پستاندار هستند، ساختارهای اسکلتی در بال‌های آنها از نظر ریخت‌شناختی با اجزای اسکلتی موجود در دیگر اندام‌های جلویی چهارپایان هم‌ساخت است. از طریق تکامل سازگاری، این ساختارها در خفاش‌ها دستخوش تغییرهای ریخت‌شناختی زیادی شده‌اند، مانند انگشت‌های پرده‌دار، کشیدگی اندام جلویی و کاهش ضخامت استخوان. اخیراً مطالعات مقایسه‌ای دربارهٔ رشد اندام جلویی موش و خفاش برای درک اساس ژنتیکی تکامل ریخت‌شناختی انجام شده‌است. در نتیجه، بال خفاش یک مدل تکوینی-فرگشتی ارزشمند برای مطالعه تکامل تنوع اندام مهره‌داران است.